# ألفريدو فيغا
ألفريدو فيغا (بالإسبانية: Alfredo Vega)‏ هو مدرب كرة قدم ولاعب كرة قدم باراغواياني، ولد في 2 فبراير 1935، وتوفي في 14 فبراير 2012. لعب مع سيرو بورتينيو.